# Ulmengewächse
Die Ulmengewächse (Ulmaceae) sind eine Familie in der Ordnung der Rosenartigen (Rosales) innerhalb der Bedecktsamigen Pflanzen (Magnoliopsida). Die etwa sieben Gattungen und etwa 35 Arten sind hauptsächlich auf der Nordhalbkugel verbreitet. Einige Arten werden als Zierpflanzen verwendet und von einigen wird das Holz genutzt.

## Beschreibung und Ökologie

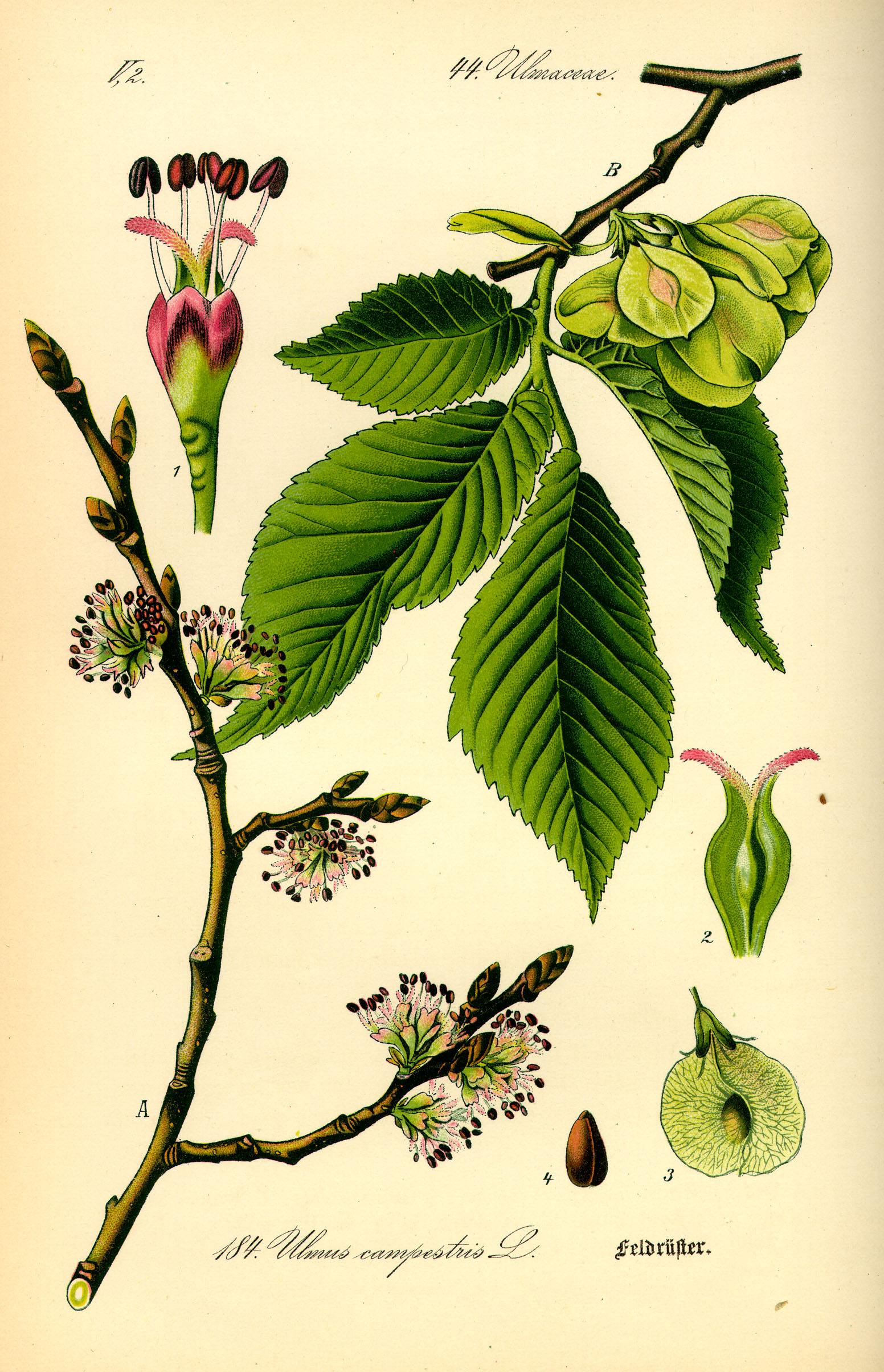
Illustration der Feld-Ulme (Ulmus minor)

### Erscheinungsbild und Blätter
Sie sind selten immergrüne oder meist laubabwerfende, meistens Bäume, selten Sträucher. Die wechselständig und meist zweizeilig an den Zweigen angeordneten, gestielten Laubblätter besitzen eine an der Basis asymmetrische Blattspreite mit stark gesägtem Blattrand. Nebenblätter sind vorhanden. 

### Blütenstände, Blüten und Früchte
Einzeln oder zu mehreren in unterschiedlich aufgebauten Blütenständen zusammengefasst stehen die Blüten. Die Blüten sind zwittrig oder eingeschlechtig. Es sind (zwei bis) fünf (bis neun) freie Blütenhüllblätter vorhanden. Die (zwei bis) vier bis acht (bis fünfzehn) fertilen Staubblätter sind untereinander frei. Meist zwei, selten drei Fruchtblätter sind zu einem oberständigen Fruchtknoten verwachsen. Die Bestäubung erfolgt durch den Wind (Anemophilie). 
Die geflügelten Nussfrüchte, auch Flügelnüsse oder Samara genannt, sind Spaltfrüchte, wobei der Fruchtknoten aus zwei Fruchtblättern besteht, die sich bei der Fruchtreife trennen. Die Ausbreitung der Diasporen erfolgt durch den Wind.

## Verbreitung
Die Arten haben ihre Areale hauptsächlich in den gemäßigten Breiten der Nordhalbkugel.
In Mitteleuropa kommen insbesondere Bergulme (Ulmus glabra), Flatterulme (Ulmus laevis), Feldulme (Ulmus minor) und Englische Ulme (Ulmus procera) vor, letztere hauptsächlich in Frankreich und Großbritannien.

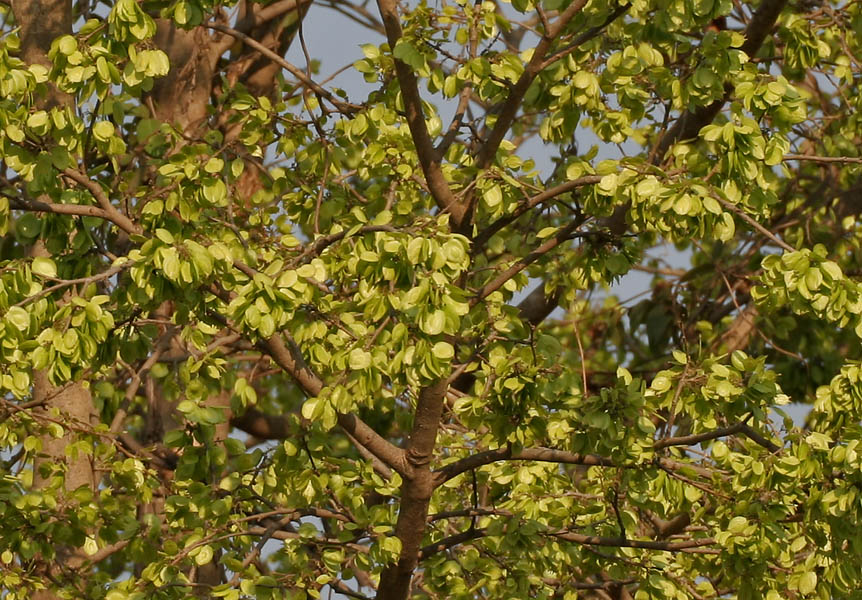
Ast mit Samara von Holoptelea integrifolia

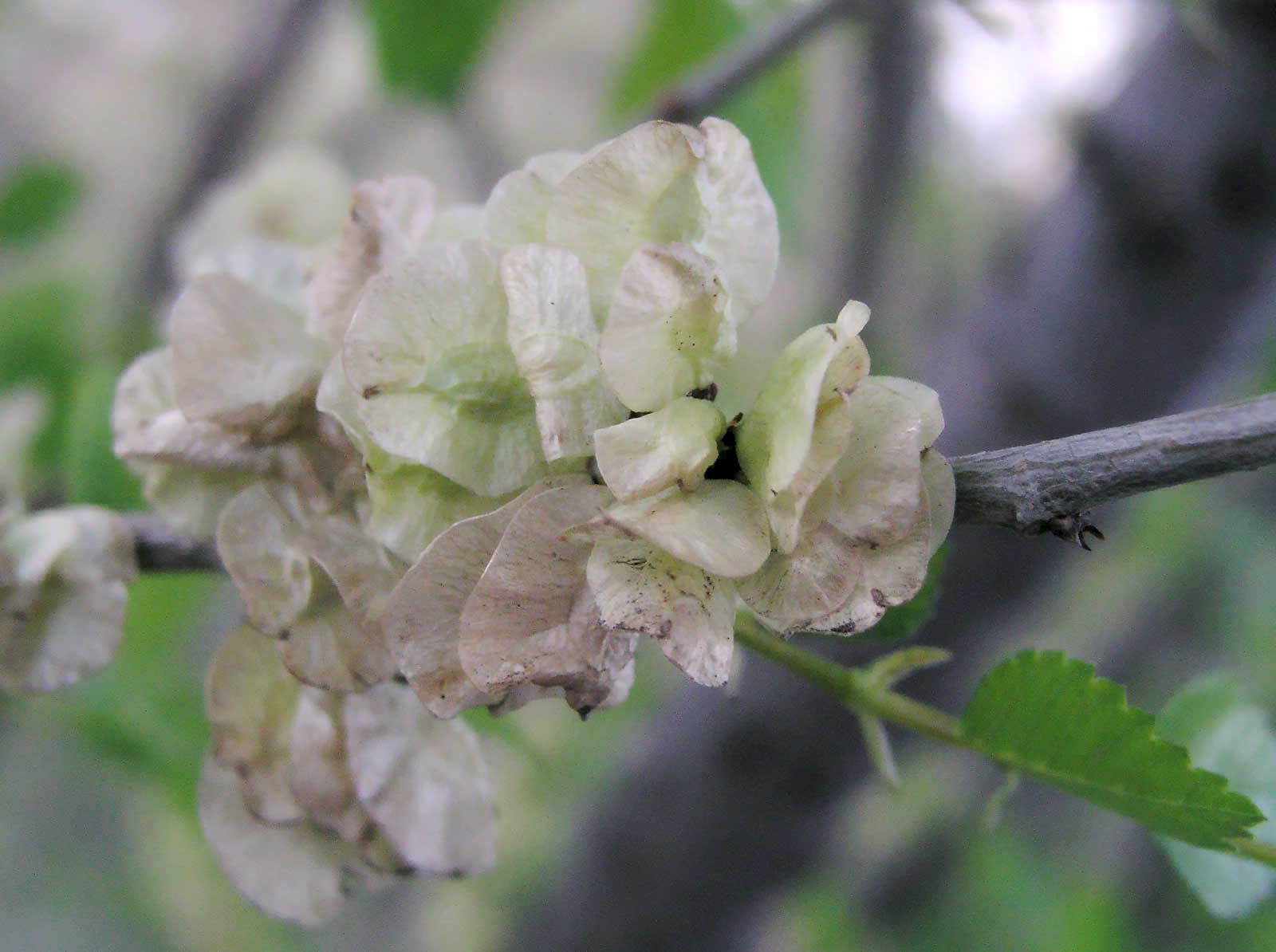
Samara der Sibirischen Ulme (Ulmus pumila)

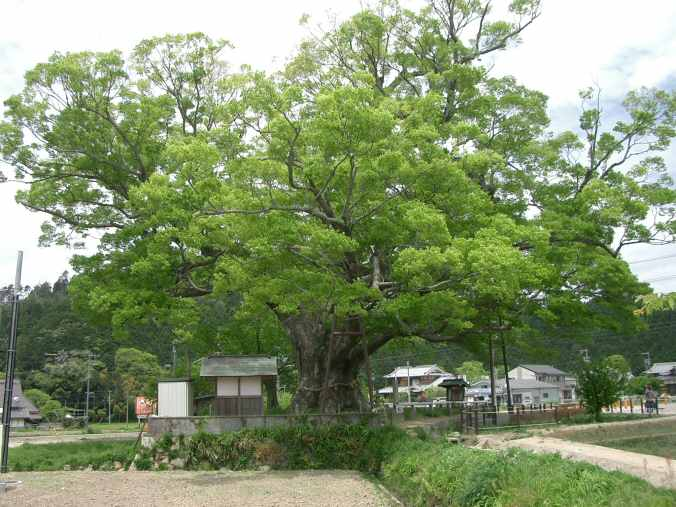
Japanische Zelkove (Zelkova serrata)

## Systematik
Der Familienname Ulmaceae wurde 1815 durch Charles François Brisseau de Mirbel in Elémens do Physiologie Végétale et de Botanique, 2, S. 905 veröffentlicht. Die Typusgattung ist Ulmus L.
Die Familie Ulmaceae bestand lange Zeit nur aus den beiden Unterfamilien Celtidoideae und Ulmoideae innerhalb einer Ordnung Urticales. Molekulargenetische Untersuchungen zeigten, dass die sechs oder sieben Familien und 2600 Arten der früheren Ordnung Urticales mit in die Ordnung Rosales gehören. Es stellte sich heraus, dass die Unterfamilie Celtidoideae mit den Gattungen Aphananthe, Celtis, Gironniera, Pteroceltis und Trema nicht näher mit der Unterfamilie Ulmoideae verwandt sind. Statt in die Ulmaceae gehören die Gattungen der Celtidoideae zu den Cannabaceae.
Verwandte Familien innerhalb der Ordnung Rosales:
|  | Cannabaceae                                             |
|  |                                                         |
|  | \| \| Moraceae \| \| \| \| \| \| Urticaceae \| \| \| \| |
|  |                                                         |
|  | Moraceae                                                |
|  |                                                         |
|  | Urticaceae                                              |
|  |                                                         |

|  | Moraceae   |
|  |            |
|  | Urticaceae |
|  |            |

|  | Cannabaceae                                             |
|  |                                                         |
|  | \| \| Moraceae \| \| \| \| \| \| Urticaceae \| \| \| \| |
|  |                                                         |
|  | Moraceae                                                |
|  |                                                         |
|  | Urticaceae                                              |
|  |                                                         |

|  | Moraceae   |
|  |            |
|  | Urticaceae |
|  |            |

|  | Cannabaceae                                             |
|  |                                                         |
|  | \| \| Moraceae \| \| \| \| \| \| Urticaceae \| \| \| \| |
|  |                                                         |
|  | Moraceae                                                |
|  |                                                         |
|  | Urticaceae                                              |
|  |                                                         |

|  | Moraceae   |
|  |            |
|  | Urticaceae |
|  |            |

|  | Cannabaceae                                             |
|  |                                                         |
|  | \| \| Moraceae \| \| \| \| \| \| Urticaceae \| \| \| \| |
|  |                                                         |
|  | Moraceae                                                |
|  |                                                         |
|  | Urticaceae                                              |
|  |                                                         |

|  | Moraceae   |
|  |            |
|  | Urticaceae |
|  |            |

In der Familie der Ulmaceae gibt es heute nur noch sieben Gattungen mit etwa 35 Arten:
- Ampelocera Klotzsch: Die mindestens drei Arten sind in der Neotropis verbreitet.
- Hemiptelea Planch.: Sie enthält nur eine Art:
  - Dornulme (Hemiptelea davidii (Hance) Planch.): Sie ist in China und Korea beheimatet.
- Holoptelea Planch.: Die etwa zwei Arten sind im tropischen Afrika verbreitet.
- Phyllostylon Capan. ex Benth. & Hook. f.: Die etwa zwei Arten sind in der Neotropis verbreitet.
  - Phyllostylon rhamnoides (J.Poiss.) Taub.: Zentralamerika, südliches Mexiko, Karibik, Venezuela, Kolumbien, mittleres bis östliches Brasilien bis Bolivien,  Argentinien und Paraguay
- Planera J.F.Gmelin: Sie enthält nur eine Art:
  - Planera aquatica J.F.Gmelin: Die Heimat sind die südöstlichen USA und sie liefert das „Falsche Sandelholz“.
- Ulmen (Ulmus L.): Die 20 bis 30 Arten sind vor allem in den gemäßigten Zonen der Nordhalbkugel beheimatet: Eurasien und Nordamerika bis nach Mexiko. Alleine in China kommen 21 Arten vor, 14 davon nur dort. Ihre Früchte sind Samara, wobei der Same sich im Zentrum des Flügels befindet. Das Holz wird genutzt, vor allem zur Herstellung von Furnier.
- Zelkoven (Zelkova Spach): Die fünf bis sieben Arten sind in Südeuropa und südwestlichen sowie östlichen Asien beheimatet.